# Grafeneck
Grafeneck – zamek położony niedaleko wsi o tej samej nazwie, obecnie włączonej w skład miasta Gomadingen. Podczas II wojny światowej Grafeneck był jednym z ośrodków, w których przeprowadzona została Akcja T4. Obecnie w okolicach zamku znajduje się memoriał poświęcony ofiarom akcji.

## Historia
W 1929 roku na terenie zamku organizacja Fundacji Samarytan (Samariterstiftung) ustanowiła azyl dla upośledzonych fizycznie i umysłowo. Wraz z rozpoczęciem wojny w 1939 roku zamek został skonfiskowany na rzecz państwa. W styczniu 1940 rozpoczęto eksterminację podopiecznych ośrodka, a także innych niepełnosprawnych z rejonu Bawarii oraz Badenii-Wirtembergii. Zamek w Grafeneck był pierwszym miejscem w III Rzeszy, gdzie na masową skalę zabijano ludzi w dużych komorach gazowych.
Ocenia się, że do końca grudnia 1940 w masowych egzekucjach niepełnosprawnych zginęło około 10 500 osób. Od 1990 roku Grafeneck jest miejscem pamięci ofiar Akcji T4.